# 遠州馬込駅
遠州馬込駅（えんしゅうまごめえき）は、かつて静岡県浜松市松江町（現・中央区中央3丁目）にあった遠州鉄道鉄道線の駅。

## 概説
国鉄（当時）浜松駅から東約1kmの、東海道本線北側に存在していた。国鉄と貨物連絡していた時代もあった。浜松市の都市計画による中心街の土地区画整理事業に伴い新浜松 - 助信間がルート変更の上高架化されることになり、同駅が高架ルートから外れるため1985年（昭和60年）12月1日に廃駅となった。
区画整理以前は当駅 - 遠鉄浜松（現・遠州病院駅）間の廃線跡が歩道として残されていた時期もあるが、現在は浜松市の都市再開発事業による区画整理が進行し、駅や廃線区間の痕跡はまったく残っていない。なお跡地の近隣に建設された楽器博物館東側で板屋町･松江町の境界線が大きくカーブしているが、これはこの境界線上に線路が存在していた名残である。

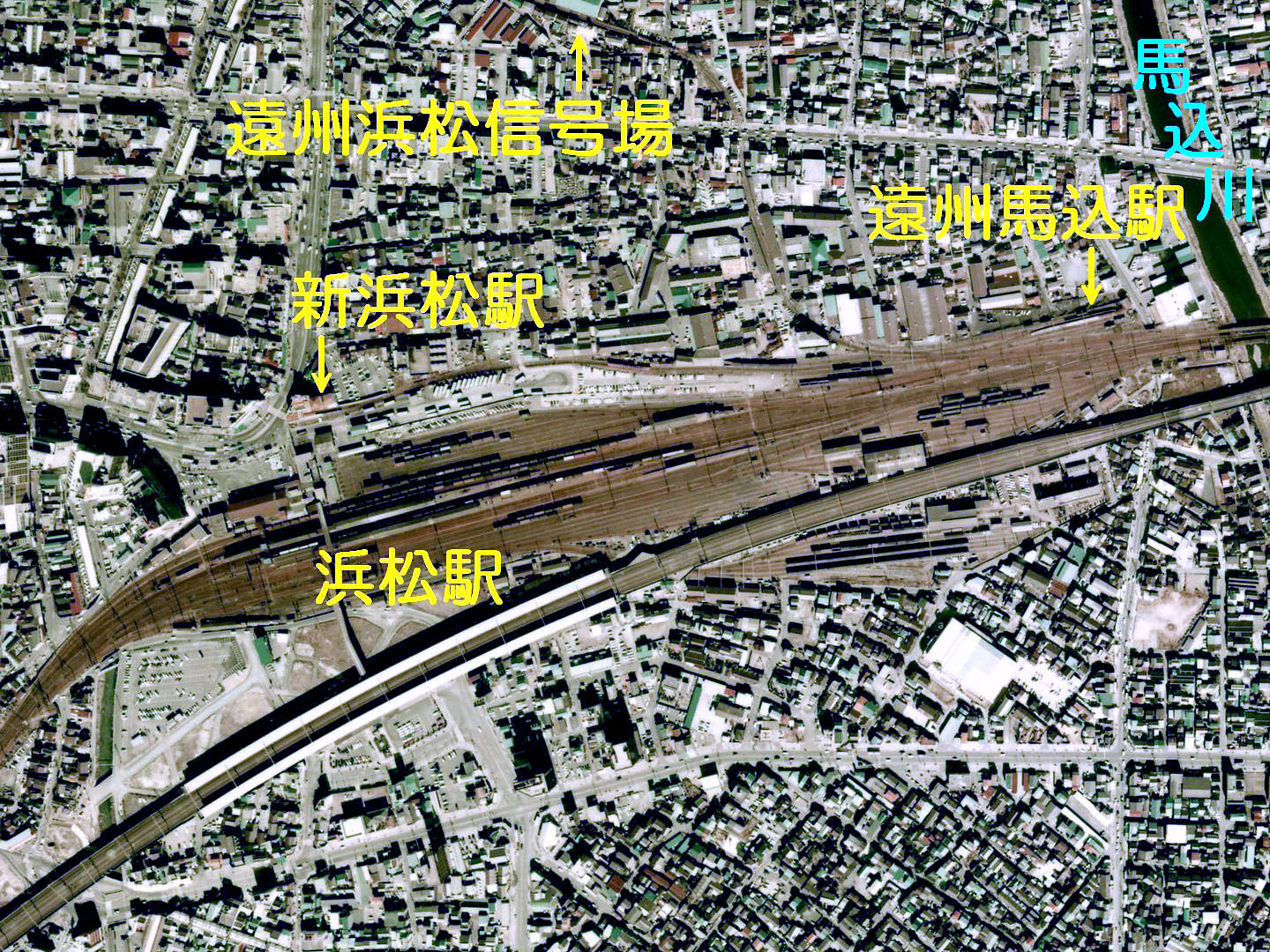
遠州馬込駅と浜松駅・新浜松駅の位置関係 1975年（昭和50年）
国土交通省 国土地理院 地図・空中写真閲覧サービスの空中写真を基に作成
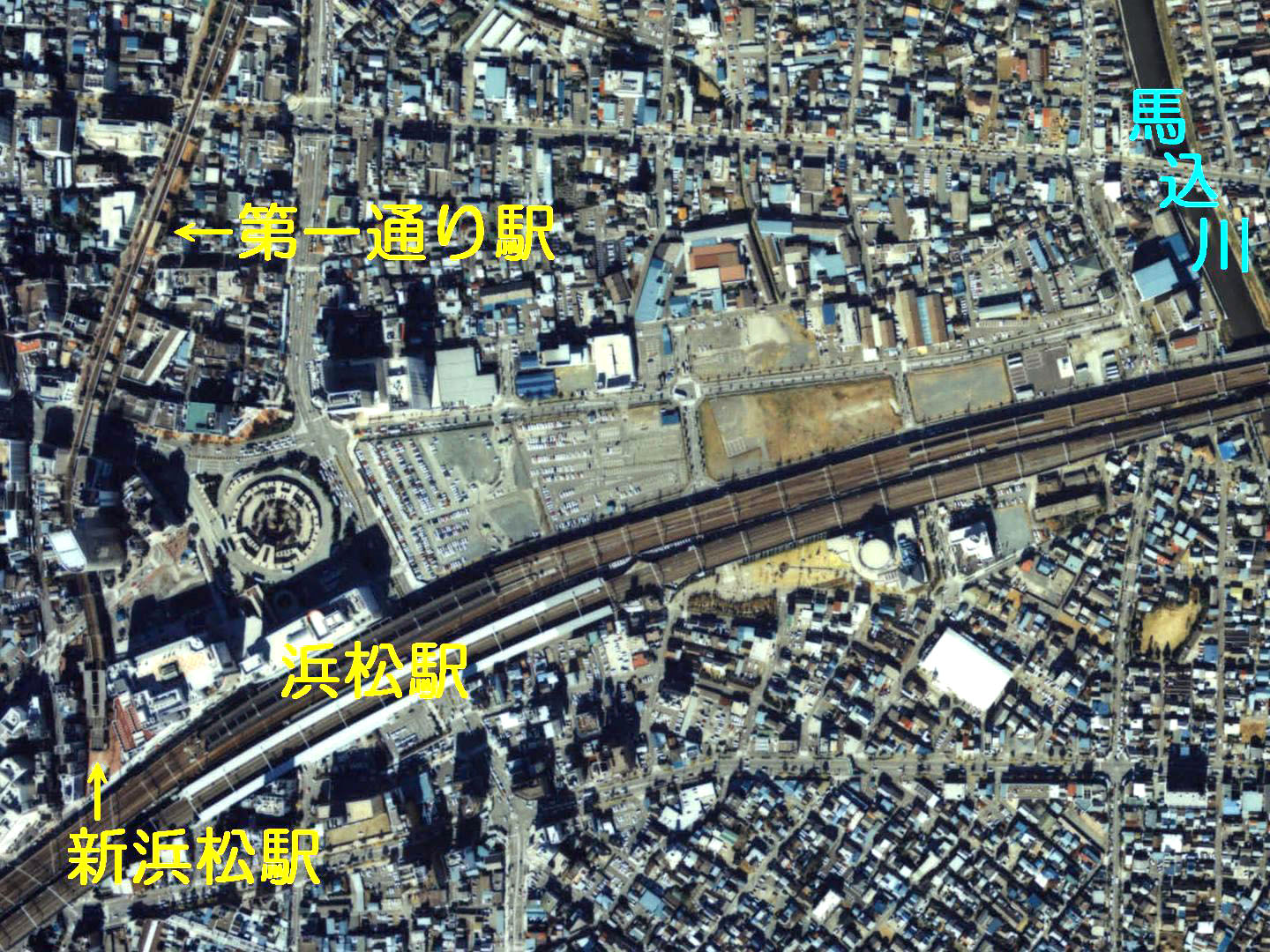
1988年頃の浜松駅・新浜松駅近辺。廃線跡は一部残っているが当駅の痕跡は全くない。国土交通省 国土地理院 地図・空中写真閲覧サービスの空中写真を基に作成

## 歴史
- 1909年（明治42年）：大日本軌道浜松支社中ノ町線の馬込駅として開業[2]。
- 1910年（明治43年）：中ノ町線が濱松町駅（後の遠州浜松信号場）に延伸[2]。
- 1924年（大正13年）2月1日：二俣線の改軌電化によって遠州馬込駅の名称で貨物駅として新設、国鉄浜松駅との間での貨車連絡開始[3][2]。
- 1927年（昭和2年）9月1日：二俣線の当駅から旭町（現・新浜松駅）方面が開業し、二俣線電車の直通、スイッチバック運転開始[2]。
- 1937年（昭和12年）：中ノ町線廃止[2][4]。
- 1943年（昭和18年）11月1日：会社合併により遠州鉄道が発足。同社の二俣線（現・鉄道線）の駅となる。
- 1953年（昭和28年）12月15日：駅舎新築。
- 1985年（昭和60年）12月1日：新浜松 - 遠鉄浜松間の経路変更に伴い、廃駅となる[5]。経路変更により、二俣線の全線所要時間は、40分から36分に短縮された[5]。

## 駅構造
スイッチバック構造の駅で、頭端式ホーム（島式ホーム）1面2線。主に南側の線路は西鹿島方面、北側の線路は新浜松方面のホームだった。駅廃止の十数年前から廃止直前までは基本的に大部分の列車が交換していた。朝夕のラッシュ時に運行される4両編成の列車の場合、同駅の有効長の問題で列車の交換が不可能なため、4両編成の列車を含む当駅で交換しない列車の中には、0.7 km遠鉄浜松寄りの遠州浜松信号場で交換を行うものもあった。
国鉄と貨車の授受が行われていた頃には多くの側線を有し、国鉄浜松駅の側線と連絡線でつながっていたが、遠州鉄道の貨物運輸廃止と共に同駅の貨車の授受が終了し、側線が撤去された後は広い空き地の中に1面2線のホームがあるのみとなっていた。尚、貨物輸送廃止以後の新車の搬入はルート変更によって同駅が廃止となるまでここで行われていた。

## 隣の駅
遠州鉄道
鉄道線
新浜松駅 - 遠州馬込駅 - （遠州浜松信号場） - 遠鉄浜松駅